# Pamriyan (Pituruh)
Pamriyan is een bestuurslaag in het regentschap Purworejo van de provincie Midden-Java, Indonesië. Pamriyan telt 1299 inwoners (volkstelling 2010).